# Vila Marková-Kottová
Vila Marková-Kottová je rodinný dům, který stojí v Praze 5-Hlubočepích ve vilové čtvrti Barrandov v ulici Filmařská.

## Historie
Vilu postavenou v letech 1939–1940 pro paní Markovou-Kottovou navrhl architekt Václav Stach.
Na adrese Filmařská čp. 417 bydlel laborant Miroslav Hamr (* 1925), zavražděný 8. května 1945 oddíly SS v ulici Pod Habrovou spolu s dalšími muži. Jeho otcem byl Ladislav Hamr, technický ředitel Barrandovských ateliérů.